# Stigmatomma armigerum
Stigmatomma armigerum is een mierensoort uit de onderfamilie van de Amblyoponinae. De wetenschappelijke naam van de soort is voor het eerst geldig gepubliceerd in 1887 door Mayr.